# عقاب (فیلم ۱۹۲۵)
عقاب (انگلیسی: The Eagle) فیلمی صامت در سبک کمدی رمانتیک و کمدی-درام به کارگردانی کلارنس براون است که در سال ۱۹۲۵ منتشر شد.

## بازیگران
- رودولف والنتینو
- ویلما بانکی
- لوئیز درسر
- جورج نیکولز
- گری کوپر
- راسل سیمپسون
- مک سوین
- جیمز مارکوس
- ماریو کاریلو